# Orka (rolnictwo)

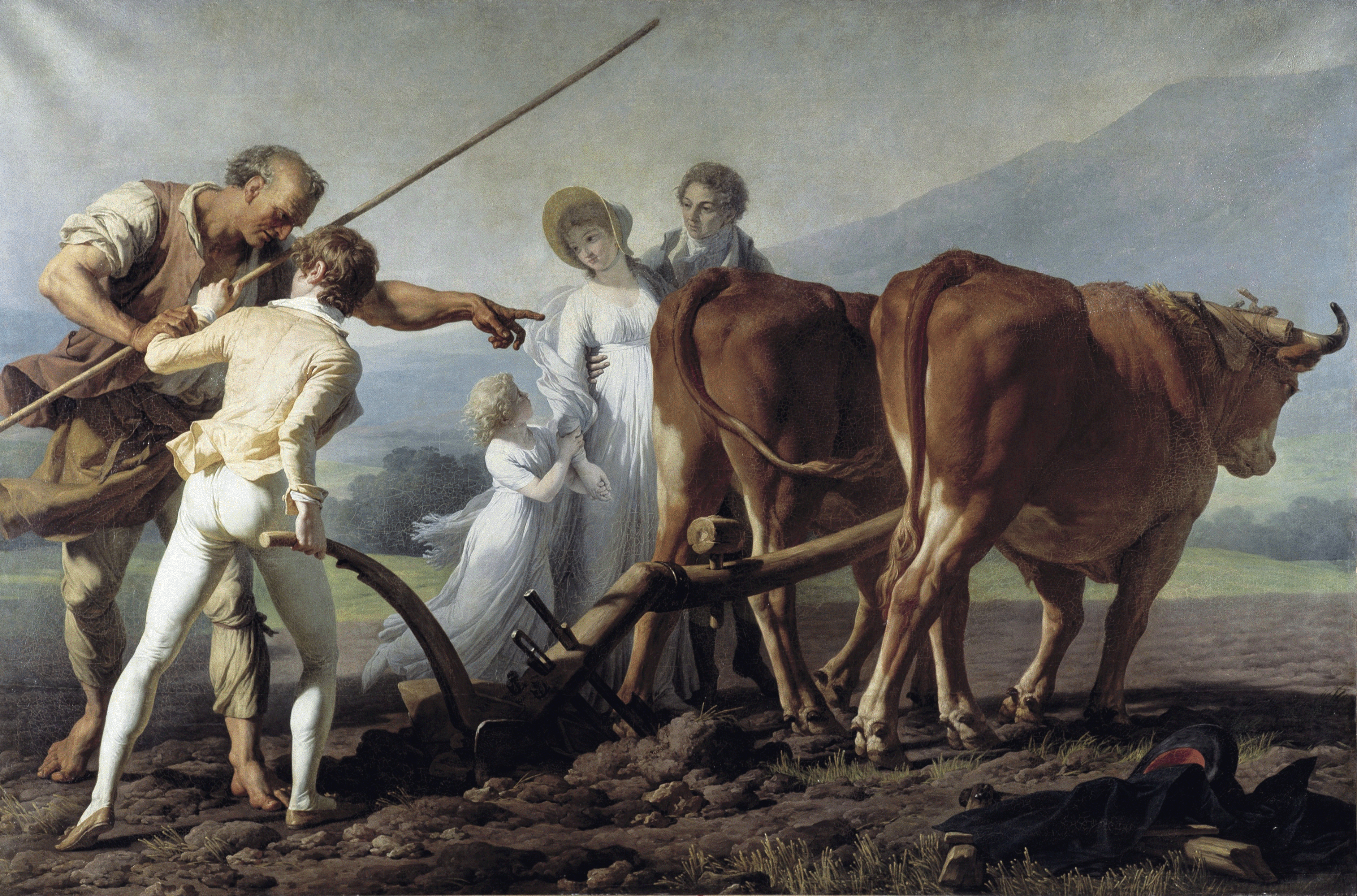
Orka parą wołów (obraz olejny z 1789, François-André Vincent „Lekcja orania”)

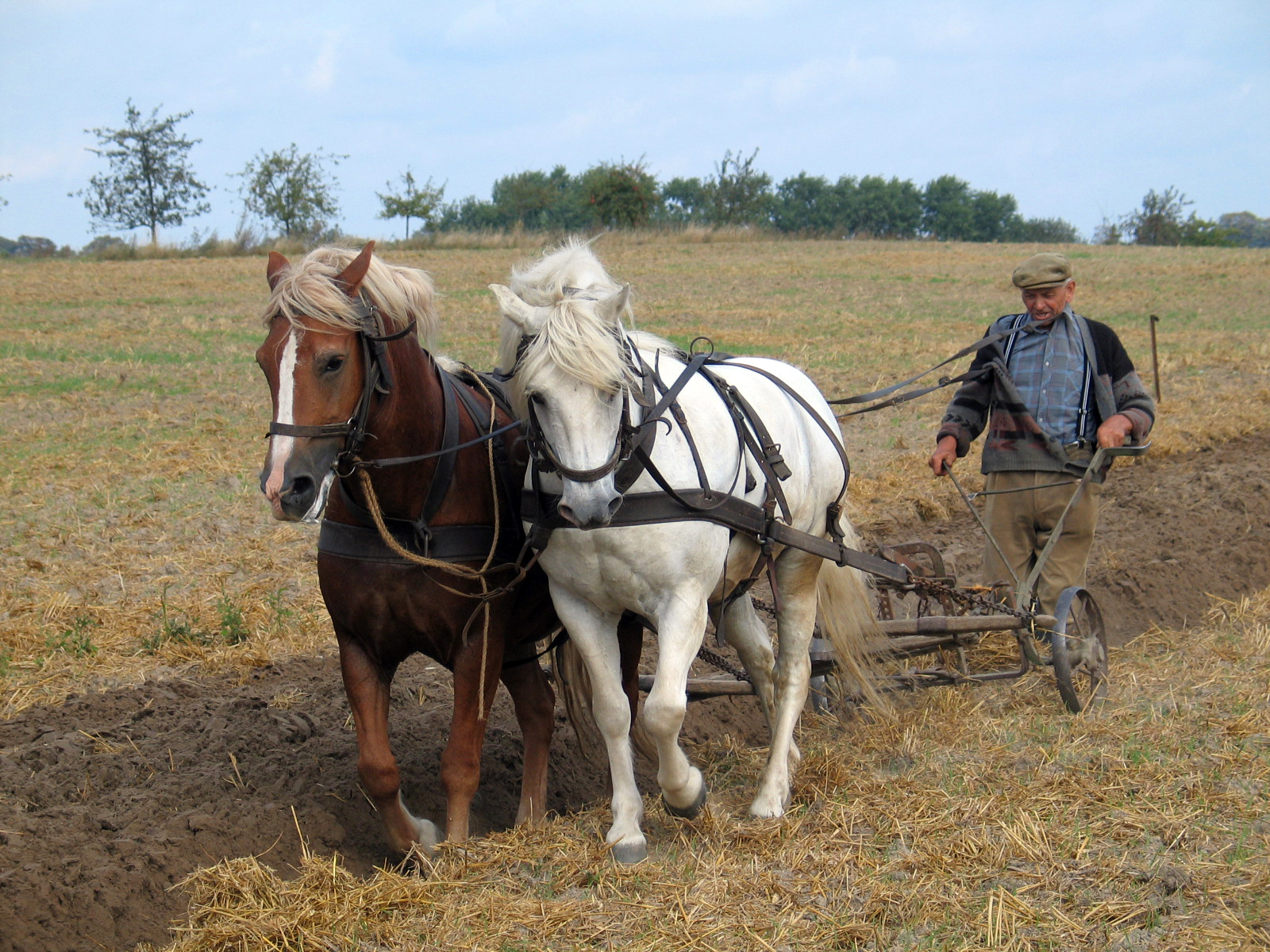
Orka jednoskibowym pługiem koleśnym parą koni

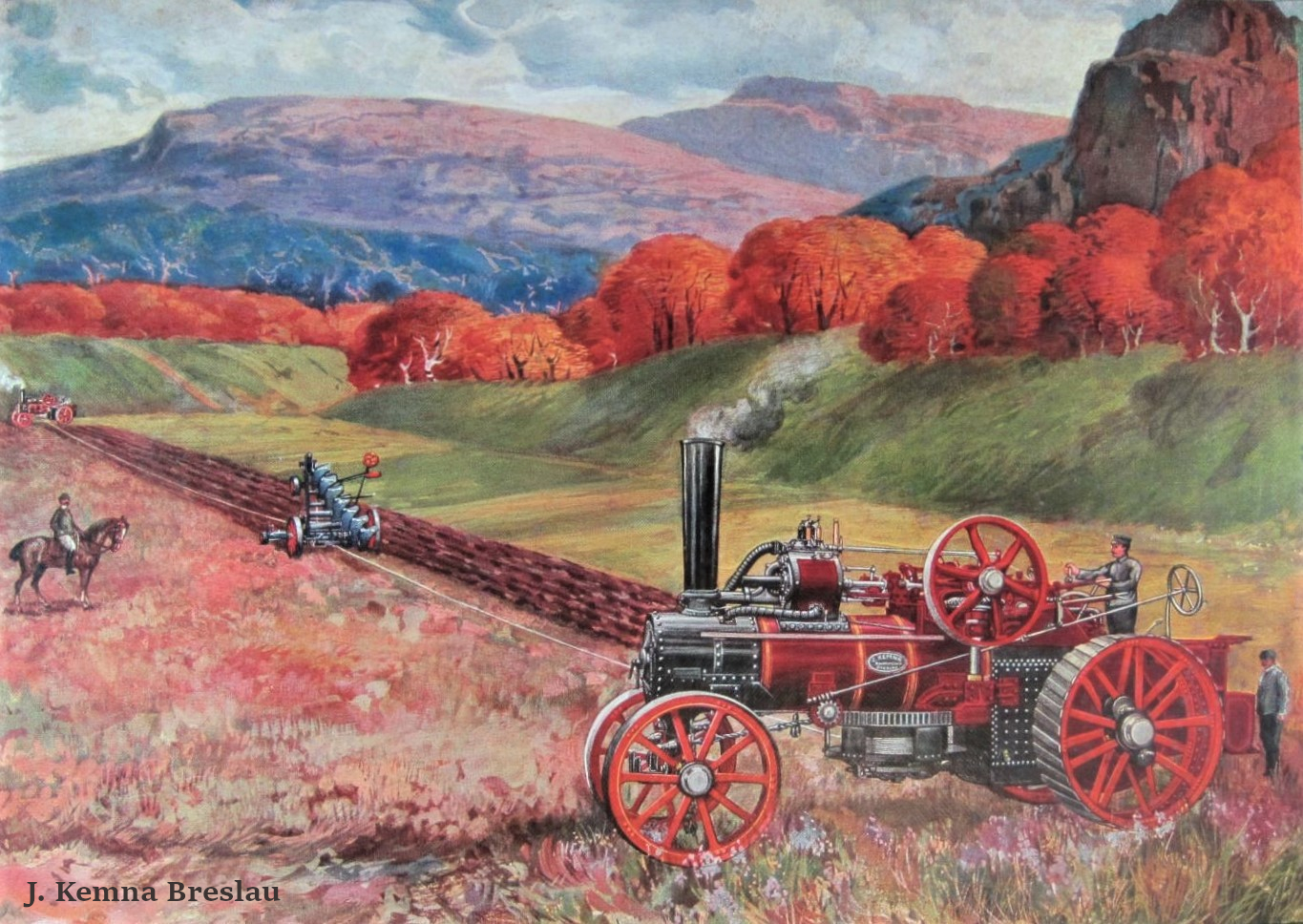
Orka pługiem przeciąganym między lokomobilami

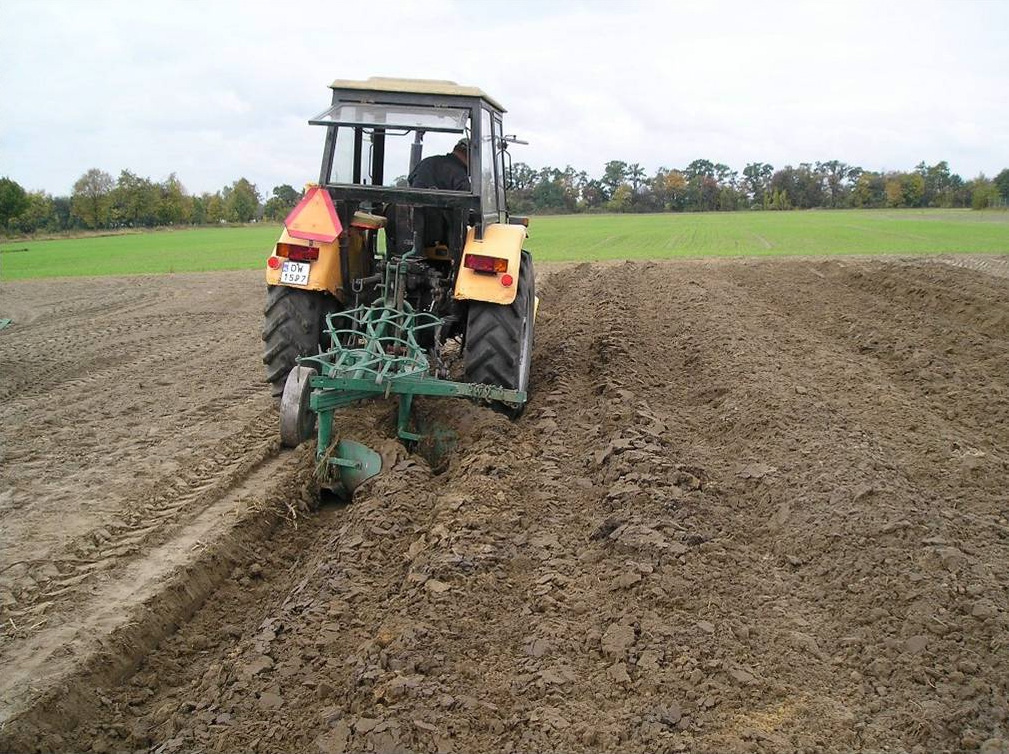
Orka pługiem dwuskibowym Ursusem C-360

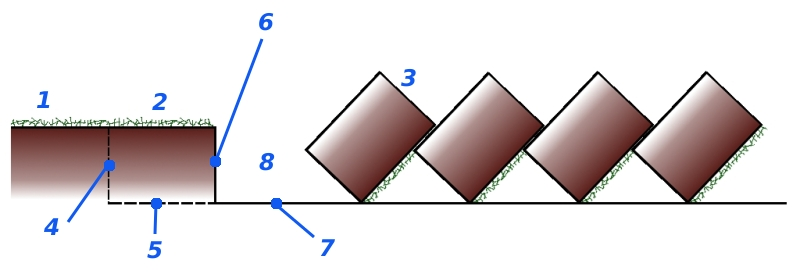
Schemat orki –: 1,2 – calizna, 3 – skiba, 4 – głębokość orki, 5 – szerokość skiby, 6 – ściana bruzdy, 7 – dno bruzdy, 8 – bruzda

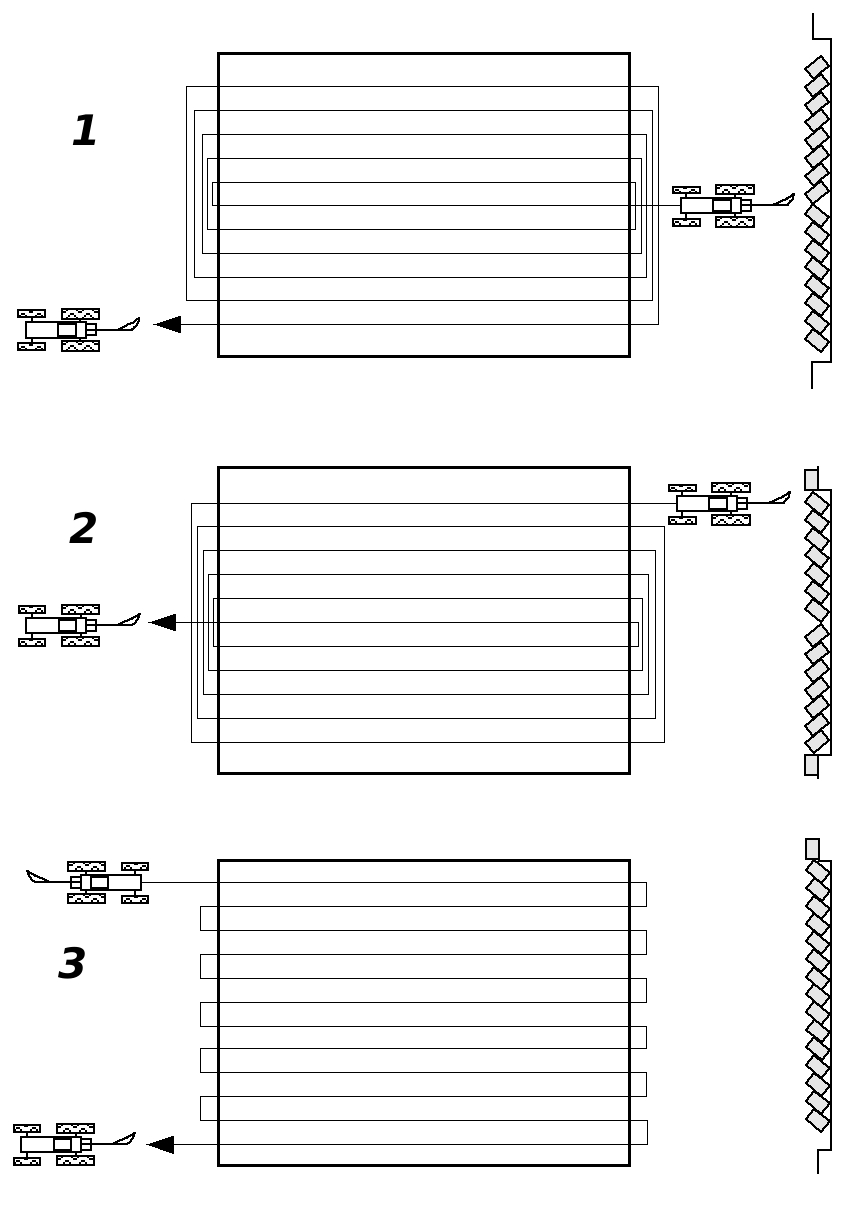
Schemat orki: 1 – w zgon (w skład), 2 – w rozgon (w rozorywkę), 3 – orka jednostronna

Orka – uprawka odwracająca wykonywana pługami lemieszowymi lub talerzowymi, mająca na celu odwrócenie i pokruszenie uprawianej warstwy roli.

## Podział orki ze względu na głębokość
- płytka – 5–10 cm; jest to najczęściej podorywka,
- średnia – do 10–20 cm; jest to najczęściej orka siewna,
- głęboka – 20–30 cm; jest to najczęściej orka przedzimowa,
- pogłębiona – wykonywana sporadycznie w celu zwiększenia miąższości warstwy ornej; głębokość orki pogłębionej jest większa o kilka centymetrów od stosowanych na danym polu orek głębokich,
- z pogłębiaczem – wykonywaną sporadycznie w celu spulchnienia warstwy podornej, zwłaszcza gdy wytworzy się podeszwa płużna; podczas tej orki pług wyposaża się w pogłębiacz,
- orka agromelioracyjna – orka bardzo głęboka (45–60 cm) wykonywana specjalnym pługiem (głęboszem) w celu poprawienia co najmniej na kilka lat niekorzystnych właściwości profilu glebowego.

## Podział orki ze względu na termin wykonania
- podorywka – orka płytka rozpoczynająca zespół uprawek pożniwnych, wykonywana latem bezpośrednio po zbiorze roślin,
- orka siewna – orka zasadnicza wykonywana na średnią głębokość rozpoczynająca zespół uprawek przedsiewnych pod rośliny ozime,
- orka przedzimowa (ziębla) – głęboka orka wykonywana jesienią na polach przeznaczonych pod rośliny jare,
- wiosenna, wykonywana wiosną pod rośliny jare; uznawana jest za zabieg z reguły szkodliwy, powodujący nadmierne przesuszenie roli.

## Podział orki ze względu na sposób wykonania
- jednostronna – polegającą na dokładaniu kolejnych skib do tego samego brzegu pola; wykonywana jest pługiem obracalnym lub wahadłowym; powierzchnia zaoranego pola jest równa (bez bruzd i grzbietów), a czas wykonania takiej orki krótszy niż przy orce zagonowej,
- w rozorywkę (w rozgon) – polegającą na dokładaniu skib do brzegów składu; kończy się na środku składu, gdzie powstaje bruzda,
- w skład (w zgon) – polegającą na dokładaniu skib do wcześniej wyoranego grzbietu na środku składu; na brzegach składu powstają dwie bruzdy,
- kombinowana – łączącą orki w skład i rozorywki w celu ograniczenia liczby grzbietów i bruzd na zaoranym polu bez wydłużania jałowych przejazdów,
- w figurę – rodzaj orki na polach o kształtach nieregularnych zaczynającej się od środka pola równolegle do brzegów specjalnie wytyczonego wieloboku, który zaoruje się najpierw w zgon; orkę tę kończy się na brzegach pola,
- w okółkę – rodzaj orki na polach o kształtach nieregularnych wykonywanej w ten sposób, że zaczynając od brzegów pola orze się je dookoła, a kończy w środku, gdzie małą nie zaoraną część zaoruje się w zgon lub rozgon; zaletą tej orki jest brak bruzd i grzbietów, a wadą pozostawianie omijaków (calizny) na zakrętach i trudności zakończenia orki.
- „on land” – orka likwidująca niekorzystny nacisk kół ciągnika na dno bruzdy, które toczą się po caliźnie; podczas tej orki nie tworzy się podeszwa płużna.

## Podział orki ze względu na zadania
- zasadnicze: podorywka, orka siewna, orka przedzimowa zwana zięblą, razówka
- uzupełniające: odwrotka, orka wiosenna
- specjalne: orka agromelioracyjna

## Podział orki ze względu na prędkość
- szybkie – 7–10 km/h, np. podorywka, orka siewna
- wolne – 4–6 km/h, np. orka przedzimowa

## Rodzaje orki na terenach nachylonych
- wstęgowa – zgodnie z przebiegiem poziomic, czyli w poprzek spadków, czasem w połączeniu z pasami buforowymi
- tarasowa – na wyodrębnionych poziomych pola w formie schodkowo ułożonych stopni

## Narzędzia uprawowe i maszyny uprawowe zastępujące pług odkładnicowy
- pług talerzowy
- brona talerzowa
- glebogryzarka
- pługofrezarka